# I/O
I/O är en förkortning som står för Input/Output och beskriver det dataflöde som sker genom ett gränssnitt. Vanligtvis från en dator till ett media eller lagringsenhet. I/O sker även inuti en dator, till exempel genom en PCI-buss eller AGP-buss till datorns grafikkort eller nätverkskort för att nämna några exempel.
Exempel på en dators olika gränssnitt där man talar om I/O är Firewire, Thunderbolt, IDE, SATA, SCSI, PCI, AGP, ISA, COM, LPT och USB.
I/O mäts i antal bitar eller byte (oftast oktett, åtta bitar) som skickas per tidsenhet. Till exempel kilobit per sekund (kbit/s), megabit per sekund (Mbit/s), gigabit per sekund (Gbit/s eller Gb/s), kilobyte per sekund (kB/s), megabyte per sekund (MB/s) eller gigabyte per sekund (GB/s).
Då I/O mäts i bitar per sekund inkluderas i allmänhet kontrollsummor och annan overhead, medan mått i byte, kilobyte etc. i allmänhet anger "nyttolasten". Ofta räknar man med att 10 bit/s brutto motsvarar 1 byte netto, också om detta varierar beroende på använda protokoll, paketstorlek, eventuell komprimering med mera.